# 하비에르 마스체라노
하비에르 알레한드로 마스체라노(스페인어: Javier Alejandro Mascherano, 1984년 6월 8일, 아르헨티나 산타페주 산로렌소 ~ )는 아르헨티나의 전 축구 선수이다. 현재 미국 메이저 리그 사커의 인터 마이애미의 감독을 맡고 있다. 현역 시절 포지션은 수비형 미드필더, 센터백이었다.
리버풀 FC에서 뛸 때 샤비 알론소와 더블 볼란테를 구축하며 세계 최고의 수비형 미드필더 중 한 명이었지만, FC 바르셀로나로 이적 후 초기에는 세르지오 부스케츠에게 밀리며 주로 출전하지 못했다. 그러나 2011-12 시즌부터는 센터백으로 기용되기 시작하며 바르셀로나 센터백들 중 가장 많은 경기에 센터백으로 출전하게 된다. 센터백으로 포지션을 변경한 초기에는 실수가 많고 미숙했으나 시즌 중반부터 센터백 포지션에서도 뛰어난 모습을 보여주었다. 수비형 미드필더 출신인 그는 장점인 뛰어난 태클링과 수비력으로 바르셀로나의 수비진을 이끌었다.
마스체라노는 그의 조상이 이탈리아계이기 때문에 이탈리아 여권을 갖고 있다. 아르헨티나에서는 그에게 두 가지 별명을 사용하는데 주로 Masche(마스체)와 Jefecito(헤페시토)라는 별명을 사용한다.
마스체라노는 2004년과 2008년 올림픽 축구 종목에 두 번 출전하였고 두 차례의 올림픽에서 모두 금메달을 획득하여 올림픽 축구 종목 2관왕에 올랐다. 마스체라노는 그 동안 아르헨티나 축구 국가대표팀의 주장으로 활약하다가 알레한드로 사벨라가 아르헨티나 축구 국가대표팀의 감독으로 취임하자 리오넬 메시에게 주장 자리를 물려줬다.

## 국가대표 경력

### 2008년 하계 올림픽 남자 축구
이 대회에서 마스체라노는 지난대회의 정식 멤버와는 달리 후안 로만 리켈메와 같이 와일드 카드로 출전하여 아르헨티나의 수비 전체를 책임지며 아르헨티나를 이 대회에서 금메달을 획득하는 데에 숨은 일등공신이 되었다. 마스체라노의 놀라운 활약은 2004년 하계 올림픽 남자축구종목에서 금메달을 획득했다. 마스체라노는 지난 대회에서도 금메달을 획득하였으므로 올림픽 축구종목 금메달 2관왕의 영예를 누리게 되었다. 사실 이당시 아르헨티나의 스쿼드는 리오넬 메시, 앙헬 디 마리아, 세르히오 아구에로등 이건 올림픽 국가대표의 레벨이 아니라 세계 올스타팀 레벨이라 불릴만큼 지나치게 호화로운 멤버들로 구성되어 있었다.

### 2010년 FIFA 월드컵
하지만 마스체라노가 오랫동안 국가대표에서 동반자로 삼았던 에스테반 캄비아소를 디에고 마라도나가 엔트리에서 제외시켰다. 그리고 그 대체자로 넣었다는 게 마스체라노와는 전혀 손발이 맞지 않는 니콜라스 오타멘디였는데 이 때문에 마스체라노는 지역예선때부터 8강까지 시종일관 답답한 플레이를 하며 아르헨티나의 수비 전체를 오직 혼자만의 힘으로 힘겹게 지탱하게 되었다. 믿음직한 수비수인 하비에르 사네티도 없고 마스체라노 앞에서 공수균형을 정리해서 마스체라노를 편하게 해줬던 후안 로만 리켈메도 없는 데다가 같이 손발을 맞춰왔던 에스테반 캄비아소도 없는 상태였으므로 마스체라노는 그야말로 시종일관 무거운 플레이를 할 수 밖에 없었다. 그나마 자신을 도와줄 사람이 가브리엘 에인세와 왈테르 사무엘 정도였는데 사무엘은 조별리그 도중 무릎을 심하게 다쳐서 16강부터는 결장했다.
그래도 본선에서는 16강까지는 비교적 약한 팀들을 만나서 그나마 다행이였지만 8강에서는 엄청나게 강력한 독일을 만난게 화근이었다. 독일은 아르헨티나의 약점이 뭔지 확실하게 인지하고 있었으며 마스체라노는 매우 힘겹게 아르헨티나의 수비를 지탱하며 엄청난 고생을 했다. 하지만 축구는 혼자 감당하는 데에 한계가 있는 스포츠였으므로 마스체라노는 그 뛰어난 능력에도 불구하고 미로슬라프 클로제, 토마스 뮐러 등의 독일 공격수들에게 있는대로 시달린 끝에 대패를 당하고 말았다. 마스체라노는 최고의 수비수임에 틀림없지만 클로제와 뮐러 역시 최고의 공격수였고 혼자 저들을 막는 것은 마스체라노에게도 매우 힘든 일이었는데 설상가상으로 하비에르 파스토레가 마스체라노의 플레이를 방해하는 바람에 일은 더욱 꼬였다. 결국 아르헨티나는 독일에게 두 번 다시 없을 대패를 당하고 말았다.

### 2011년 코파 아메리카
2010년 FIFA 월드컵에서 마라도나 때문에 낭패를 보자 아르헨티나 축구협회에서는 세르히오 바티스타를 감독으로 선임했다. 하지만 2010년 FIFA 월드컵의 후유증 탓에 마스체라노와 다른 선수들 간에 손발이 맞지 않았고 특히 카를로스 테베스가 메시와 마스체라노에게는 최악의 훼방꾼이었다. 결국 8강전에서 우루과이를 상대로 테베스는 엄청나게 부진했고 승부차기에서도 양팀 10명의 승부차기 키커들 중에 테베스 혼자만 실축하는 바람에 아르헨티나는 코파 아메리카 준결승 자리를 우루과이에게 내줘야만 했다. 테베스가 실수할 때마다 마스체라노는 테베스의 실수를 메꾸기 위해 진짜 엄청난 고생을 했다.

### 2014년 FIFA 월드컵
2010년 FIFA 월드컵과 2011년 코파 아메리카에서 낭패를 본 아르헨티나 축구협회는 자국 국가대표 감독을 오직 감독으로서의 능력 하나만 보고 선발하기에 이르렀다. 결국 인디펜디엔테를 리그에서 우승시킨 알레한드로 사벨라를 감독으로 선임했다. 사벨라는 전술한 감독들과는 비교 자체를 거부할 정도로 노련한 사람이며 머리가 엄청나게 좋은 사람인데다가 심지어는 성격마저도 교활하고 용의주도하기까지 한 인물이었다. 사벨라는 감독이 되자마자 일단 테베스부터 퇴출시키고 난 뒤 마스체라노에게 주어진 주장 자리를 리오넬 메시에게 양보하도록 했다. 이유인 즉 메시를 자신이 하고싶은 플레이를 하게 배려해주기 위해서였다. 메시와 깊은 친분을 갖고 있던 마스체라노는 오히려 기뻐하며 자발적으로 주장완장을 메시에게 내주었다. 마스체라노에게 메시는 역사 그 자체이며 자신의 후배 중 최고로 위대한 후배였기에 주장 자리를 흔쾌히 양보했던 것이다.
사벨라는 오타멘디와 파스토레도 팀에서 퇴출시키고 마스체라노의 파트너로 페르난도 가고, 에세키엘 가라이, 마르코스 로호, 파블로 사발레타, 페데리코 페르난데스 등을 붙여줬는데 다들 손발이 매우 잘 맞았다. 특히 로호의 경우는 오타멘디보다 나이도 어리고 경험도 적음에도 불구하고 실력은 훨씬 좋았고 항상 불협화음으로 일관하는 오타멘디와는 달리 마스체라노와 손발도 아주 잘 맞았다.
사벨라가 마스체라노를 위해서 마스체라노와 손발이 잘맞는 선수들 위주로 수비진을 꾸리자 아르헨티나 축구 국가대표팀은 지역예선에서부터 시종일관 짠물수비로 일관했다. 2실점 이상 기록한 경기가 10경기마다 1경기 나올까말까 할 정도로 드물었으며 마스체라노는 자신이 좋아하는 후배 수비수들을 이끌고 지역예선에서부터 종횡무진 활약해서 아르헨티나의 짠물수비에 크게 기여했다. 마스체라노와 이들은 경기에서 손발만 잘맞춘 게 아니라 실제로 이들과 사적으로도 엄청나게 친했다. 때문에 매 경기마다 경기가 끝나면 다같이 모여서 윗옷을 벗고 단체사진을 찍기 일쑤였다.
마스체라노의 이러한 활약 덕에 세르히오 로메로는 대부분의 경기에서 거의 할 일이 없이 놀고있는 상태가 되기까지 했다. 결국 마스체라노의 이런 활약은 지역예선에서 아르헨티나의 득점 평균기록을 경기당 2.18득점(16경기 35득점) 0.95실점(16경기 15실점)을 달성하여 막강 화력과 짠물 수비를 동시에 갖춘 강팀으로 변모시켰다.
마스체라노의 활약은 본선에 올라서도 빛을 발했다. 조별리그에서 보스니아헤르체고비나전에서는 철저한 대인마크로 2-1 승리를 거두게 하였고 이란전에서는 이란의 침대축구에 맞서 좋은 활약을 했다. 다만 나이지리아전에서는 조1위를 확정한 상태라 컨디션 조절을 위해 대충 뛰는 바람에 3-2로 승리했다.
16강 스위스전은 연장혈투까지 가는 진통 끝에 앙헬 디 마리아의 골로 승부를 갈랐고 8강 벨기에 전에서는 곤살로 이과인의 선제골 이후 마스체라노는 벨기에의 장신 선수들에게 계속 시달렸으나 철저하게 마크하는 데에 성공했다.
준결승 네덜란드 전에서도 역시 네덜란드의 공격수들을 끈질기게 쫓아다니면서 막아냈다. 이 경기는 앙헬 디 마리아가 8강 벨기에전에서 부상을 당해 결장함으로 인해서 아르헨티나가 엄청나게 불리한 상황이었으며 마스체라노마저 조르지니오 베이날뒴과 헤딩 경합을 벌이다가 충돌해서 뇌진탕으로 쓰러졌지만 마스체라노는 그럼에도 불구하고 교체를 거부한 채 계속 뛰겠다고 하면서 오히려 더 열심히 뛰었다. 이후 연장 후반에 아르연 로번의 결정적인 슛팅을 끝까지 쫓아가서 태클로 기어이 막아냈는데 이 장면은 이 경기 최고의 명장면이 되었다. 이 태클은 세르히오 로메로 바로 앞에서 발생했는데 이 태클이 어찌나 대단한 태클이었는지 이를 중계하던 이영표 해설위원은 이정도 태클은 골을 넣은거나 다름없다, 골과 같은 가치의 태클이다라며 마스체라노를 극찬했다. 마스체라노의 놀라운 활약에 힘입어 아르헨티나는 24년 만에 결승에 진출했다.

## 수상

#### 리버 플레이트
- 프리메라 디비시온 : 2003-04

#### 코린치안스
- 브라질 전국 리그 : 2005

#### 바르셀로나
- 라리가 : 2010–11, 2012–13, 2014–15, 2015–16
- 국왕컵 : 2011–12, 2014–15, 2015–16, 2016–17
- 수페르코파 데 에스파냐 : 2011, 2013, 2016
- UEFA 챔피언스리그 : 2010–11, 2014–15
- UEFA 슈퍼컵 : 2011, 2015
- FIFA 클럽 월드컵 : 2011, 2015

#### 아르헨티나
- FIFA 월드컵 : 준우승 (2014)
- 코파 아메리카 : 준우승 (2004, 2007, 2015, 2016)
- 하계 올림픽 남자 축구 : 금메달 (2004, 2008)
- CONMEBOL 프레-올림픽 토너먼트 : 2004

### 개인
- 코파 아메리카 대회 베스트 : 2015, 2016
- UEFA 챔피언스리그 시즌의 스쿼드 : 2014-15
- 남아메리카 올해의 팀 : 2004, 2005
- 툴롱 토너먼트 최우수 선수 : 2003
- FIFPRO 월드 11 후보 : 2014, 2015, 2016, 2017
- 바르셀로나 올해의 선수 : 2013-14

## 같이 보기
- A매치 100경기 이상 출전한 축구 선수 명단